# Woudenberg
Woudenberg és un municipi de la província d'Utrecht, al centre dels Països Baixos. L'1 de gener de 2009 tenia 11.850 habitants repartits per una superfície de 36,72 km² (dels quals 0,25 km² corresponen a aigua). Limita al nord amb Leusden, a l'oest amb Zeist, a l'est amb Scherpenzeel i al sud amb Utrechtse Heuvelrug i Renswoude.

## Ajuntament
El consistori municipal consta de 15 membres, format des del 2006 per:
- Gemeentenbelangen, 5 regidors
- SGP, 3 regidors
- CDA, 3 regidors
- PvdA, 2 regidors
- ChristenUnie, 2 regidors